# Franciszek Rowiński
Bp Franciszek Karol Rowiński (ur. 1918 r.; zm. 5 sierpnia 1990 r. w Chicago) – pierwszy biskup Polskiego Narodowego Kościoła Katolickiego w Stanach Zjednoczonych i Kanadzie (PNKK) w latach 1978–1985. 
Franciszek Rowiński został wyświęcony na biskupa 9 maja 1959 r. w katedrze pw. Wszystkich Świętych w Chicago. Od 1959 r. ordynariusz diecezji zachodniej kościoła. Decyzją XV synodu PNKK w roku 1978 r. wybrany 4. Pierwszym Biskupem PNKK.